# M3 (Denemarken)
De M3 of Motorvej 3 is een autosnelweg in Denemarken. Het nummer M3 is slechts administratief. Op de bewegwijzering worden de Europese nummers E20, E47 en E55 weergegeven.
De weg bestaat uit drie delen, die samen een soort ringweg om Kopenhagen vormen:
- Øresundsmotorvejen, de autosnelweg tussen de Sontbrug naar Malmö en Kopenhagen
- Amagermotorvejen, de autosnelweg tussen Kopenhagen en Avedøre
- Motorring 3, een ringweg van Kopenhagen